# Dr. Jekyll and Mr. Hyde (jogo eletrônico)
Dr. Jekyll and Mr. Hyde é um jogo de videogame lançado pela Toho em 1987 e terminou em 1988 no Japão e pela Bandai em 1989 na América do Norte.  No Japão, o jogo foi lançado com o nome Jekyll Hakase no Hōma ga Toki.
O jogo se tornou bastante famoso ao ser citado por James Rolfe em alguns dos seus vídeos da sua série de Internet intitulado "The Angry Video Game Nerd", como sendo um dos piores jogos que ele já jogou.